# Casevecchie
Casevecchie est une commune française située dans la circonscription départementale de la Haute-Corse et le territoire de la collectivité de Corse. Elle appartient à l'ancienne piève d'Aléria.

## Géographie

### Localisation
Casevecchie se trouve aux confins orientaux de la piève de Rogna, qui s'étendait de la plaine d'Aléria jusqu'aux reliefs du Monte d'Oro.
Communes limitrophes

### Géologie et relief
La superficie de la commune est de 906 hectares ; son altitude varie entre 106 et 729 mètres.
La commune est située à 460 m d'altitude environ, desservie par une petite départementale sinueuse. Elle s'étend depuis Punta Capizzali (point culminant à 729 m) en direction de la plaine orientale et la mer Tyrrhénienne.

### Hydrographie
L'alternance de saisons de pluies abondantes et de saisons sèches occasionne depuis ces dernières années un important travail des sols.
Le village possède un captage situé sur la commune d'Antisanti. La qualité de l'eau se caractérise par une très importante quantité calcaire et occasionne un important entretien du réseau de distribution du communal et des équipements particuliers.

### Climat et végétation
Le climat hivernal est plutôt propice au froid humide et aux brouillards d'après-midi tandis que l'été est sec et chaud. Il n'est toutefois pas rare de ressentir des températures très fraîches durant les soirées estivales.

## Urbanisme

### Typologie
Au 1er janvier 2024, Casevecchie est catégorisée commune rurale à habitat très dispersé, selon la nouvelle grille communale de densité à sept niveaux définie par l'Insee en 2022.
Elle est située hors unité urbaine et hors attraction des villes,.

### Occupation des sols
L'occupation des sols de la commune, telle qu'elle ressort de la base de données européenne d’occupation biophysique des sols Corine Land Cover (CLC), est marquée par l'importance des forêts et milieux semi-naturels (83,9 % en 2018), néanmoins en diminution par rapport à 1990 (89,9 %). La répartition détaillée en 2018 est la suivante : 
forêts (77,3 %), zones agricoles hétérogènes (9,7 %), milieux à végétation arbustive et/ou herbacée (6,6 %), prairies (6,3 %), cultures permanentes (0,1 %). L'évolution de l’occupation des sols de la commune et de ses infrastructures peut être observée sur les différentes représentations cartographiques du territoire : la carte de Cassini (XVIIIe siècle), la carte d'état-major (1820-1866) et les cartes ou photos aériennes de l'IGN pour la période actuelle (1950 à aujourd'hui).

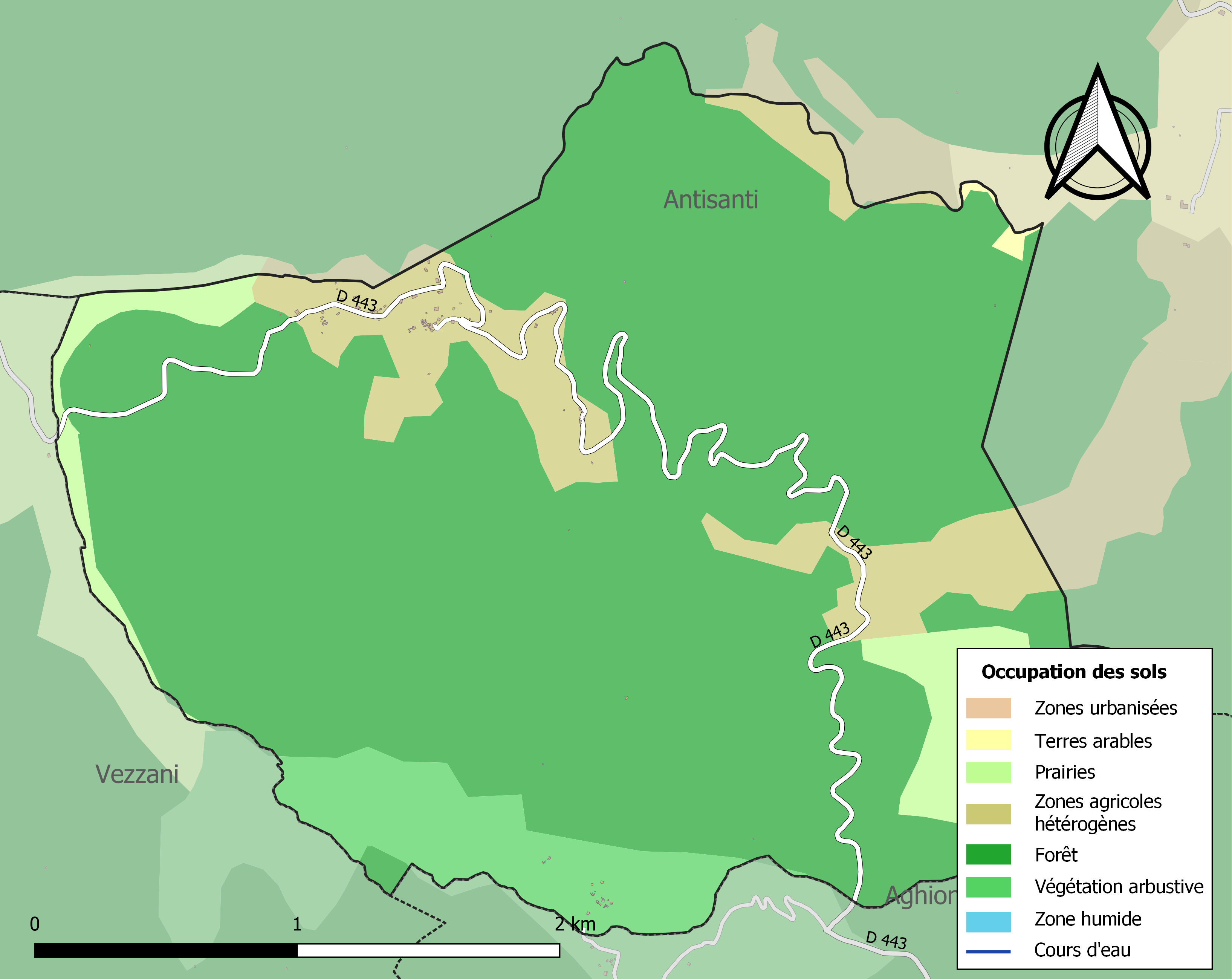
Carte des infrastructures et de l'occupation des sols de la commune en 2018 (CLC).

### Morphologie urbaine
Le village présente une implantation urbaine éclatée en divers hameaux. Le réseau d'assainissement est de fait ancré dans une problématique de gestion complexe impliquant de fortes contraintes budgétaires et écologiques, notamment en assainissement. La commune doit composer avec les règles issues du « Grenelle Environnement » concernant l'implantation de nouvelles constructions éloignée du bâti principal.
En 2011, malgré un avis communal favorable, la Direction départementale de l'équipement puis la préfecture annulent des permis de construire situés hors agglomération proche du lieu-dit Cioccio. La récente activité immobilière est marquée par quelques installations pérennes au village mais aussi par des achats de biens assez vite rétrocédés.[réf. nécessaire]

### Logements
Les maisons du village, bien que de styles hétérogènes, témoignent peu de la standardisation de style néo-provençal qui se répand sur le littoral corse.
Les façades se caractérisent par une harmonie discrète dans les tons gris, blanc cassé, ocre jaune, murs en pierre et murs anciens crépis.

### Noms des lots cadastraux

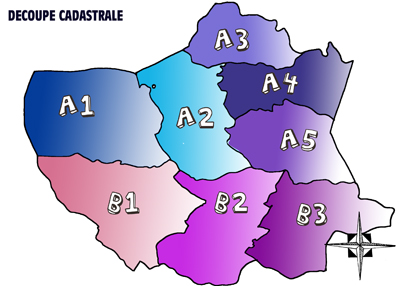
Relevé cadastral de la commune

#### A1

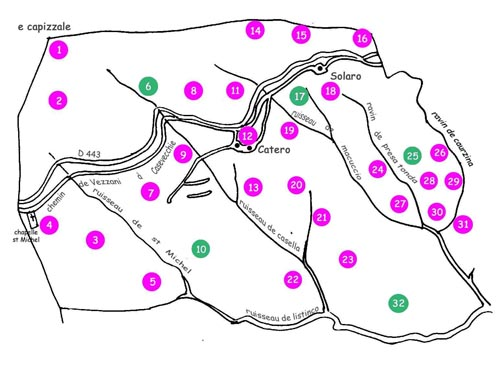
Relevé cadastral A1

#### A2

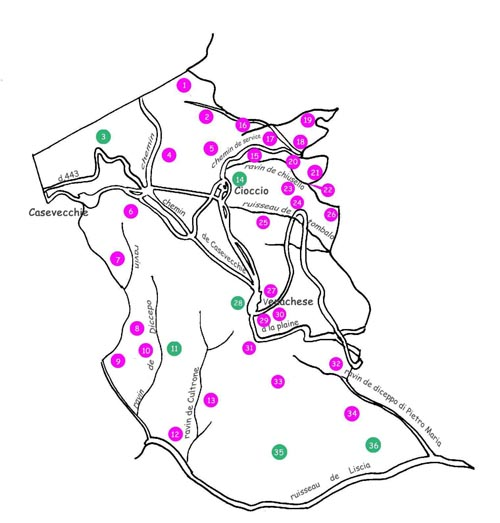
Relevé cadastral A2

#### A3

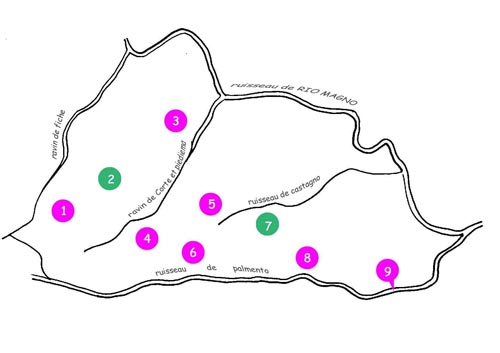
Relevé cadastral A3

#### A4

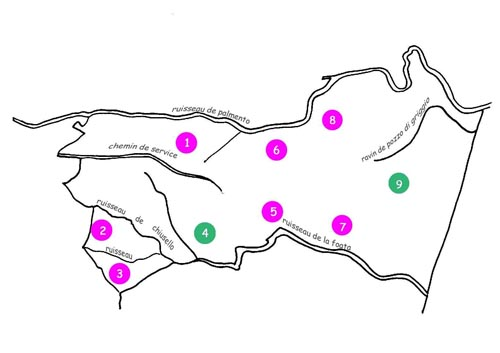
Relevé cadastral A4

#### A5

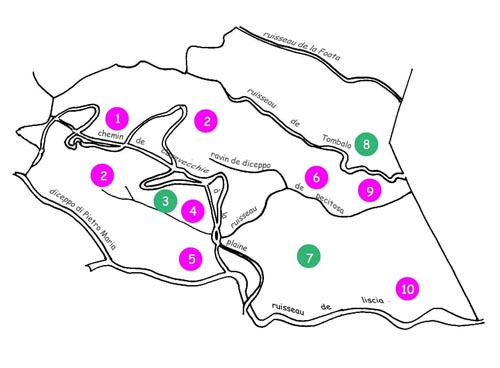
Relevé cadastral A5

#### B1

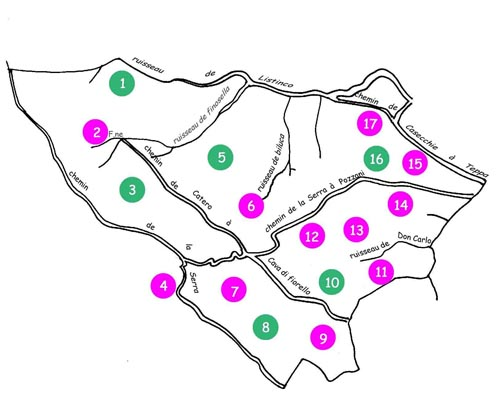
Relevé cadastral B1

#### B2

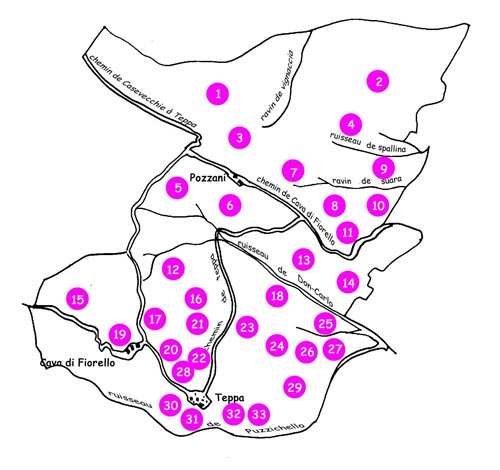
Relevé cadastral B1

#### B3

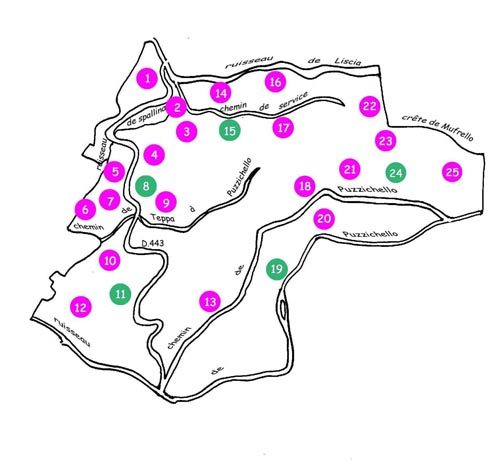
Relevé cadastral B3

## Histoire

### Moyen Âge
Grégoire-le-Grand, pape de 590 à 604, implanta une des premières abbayes de Corse à Casevecchie au VIe siècle.

### Temps modernes
La commune fut créée en 1866 par démembrement des communes de Noceta et de Rospigliani.
L'économie de subsistance fut la règle de vie de nombreux habitants de la région.
Le travail de la terre porte les traces de cette histoire : différents murs, pallaghji, ruines, sentiers constituent les indices encore visibles d'une occupation agricole de l'espace.
Les familles, souvent nombreuses, ont vécu des ressources de la terre. L'autosuffisance était la règle.
Le confort arriva tardivement sur le village (l'électricité et la route à partir de 1948, l'eau en 1956).
Les Casevecchiani utilisaient les sentiers muletiers (souvent constitués en ricciate) pour rejoindre la plaine orientale, les champs ou les villages alentour.
Ces sentiers étaient essentiels dans la vie quotidienne pour se rendre aux jardins, aller laver son linge ou récupérer de l'eau potable à la source de Carpinicce.
Paradoxalement après le progrès appréciable d'un réseau routier, la route sinueuse est encore perçue comme un crève-cœur, surtout pour les personnes âgées !

## Politique et administration

### Tendances politiques et résultats
En 2010, aux élections territoriales, la liste d'Union de la Gauche (LUG) conduite par Paul Giacobbi a recueilli 79,63 % des voix, la liste autonomistes et indépendantistes (LERG) de Gilles Simeoni 14,81 % et la liste Majorité Présidentielle (LMAJ) de Camille de Rocca Serra 5,56 % des voix.

### Liste des maires
| Période                                  | Période  | Identité                | Étiquette    | Qualité            |
| ---------------------------------------- | -------- | ----------------------- | ------------ | ------------------ |
| Les données manquantes sont à compléter. |          |                         |              |                    |
| maire en 1911                            | ?        | Ange Michel Micheli     |              |                    |
| 1977                                     | En cours | Jean-Toussaint Paolacci | MRG puis PRG | Employé de l'ODARC |

### Finances de la commune
En 2012, le taux de la taxe d'habitation était de 26,80% pour un taux moyen national de la strate de 13,34% ; celui du foncier bâti de 8,85% pour un taux de la strate de 10,09%, celui du foncier non bâti de 0,00% pour un taux de la strate de 25,48% et la taxe additionnelle pour le foncier non bâti de 37,15% pour un taux de la strate de 41,53%.

### Politique environnementale
Dans les années 1940, un incendie ravage la commune. Contrairement au paysage actuel, tous les abords du villages restent propres grâce à la présence des cultures et élevages. Pourtant les habitants se retrouvent menacés et sont obligés de quitter les maisons pour se mettre à l'abri.
Dans les années 1980, un départ d'incendie se déclare sous la Punta Cappizzali après le passage d'un véhicule suspect. Une voiture d'hommes armés part alors en chasse. Aucun incident n'est à déplorer.
Le 4 septembre 1992, un incendie suspect débuté sur la commune de Vezzani s'étend à la quasi-totalité de la commune de Casevecchie très boisée pour finir sa course à la mer en traversant plusieurs communes. Le feu progresse très vite avec des vents violents et tourbillonnants soufflant à plus de 110 km/h. Le maquis très sec s'embrase et projette des tisons enflammés à plusieurs dizaines de mètres. Le feu parcourt quelques kilomètres en moins d'un quart d'heure et le village se trouve dangereusement encerclé de flammes. Les routes deviennent impraticables. La coupure des lignes électriques empêche l'alimentation en eau. Les habitants du village se mobilisent avec une petite équipe de pompiers déterminés, prisonniers des flammes. La solidarité joue et malgré le feu qui lèche les murs ou les braises projetées sur les toitures, seules quelques constructions non habitées sont sacrifiées aux flammes. La fumée épaisse, l'air vicié rendent la lutte difficile ; mais le vent changeant de direction, les habitants finissent par échapper au pire et découvrent le lendemain un spectacle de désolation : paysage en cendres, arbres centenaires calcinés, animaux fumants ou estropiés...
Cet épisode tragique suscitera l’intérêt d'une émission à sensation : la « Nuit des héros », émission de télévision française de type reality show diffusée sur Antenne 2 présentée par Michel Creton en 1992. La commune déplore par la suite quelques départs de mise à feu. En 2011, une nouvelle tentative d'incendie se déclare sur la commune. À proximité, la commune d'Antisanti est également visée par des mises à feu que son maire qualifiera de « criminelles ». Le feu reste une inquiétude permanente pour les habitants des environs, fortement menacés en cas de catastrophe.

## Population et société

### Démographie
L'évolution du nombre d'habitants est connue à travers les recensements de la population effectués dans la commune depuis 1866. Pour les communes de moins de 10 000 habitants, une enquête de recensement portant sur toute la population est réalisée tous les cinq ans, les populations de référence des années intermédiaires étant quant à elles estimées par interpolation ou extrapolation. Pour la commune, le premier recensement exhaustif entrant dans le cadre du nouveau dispositif a été réalisé en 2008.

En 2022, la commune comptait 70 habitants, en évolution de +7,69 % par rapport à 2016 (Haute-Corse : +5,15 %, France hors Mayotte : +2,11 %).
| 1866 | 1872 | 1876 | 1881 | 1886 | 1891 | 1896 | 1901 | 1906 |
| ---- | ---- | ---- | ---- | ---- | ---- | ---- | ---- | ---- |
| 269  | 322  | 279  | 285  | 252  | 247  | 255  | 269  | 262  |

| 1911 | 1921 | 1926 | 1931 | 1936 | 1946 | 1954 | 1962 | 1968 |
| ---- | ---- | ---- | ---- | ---- | ---- | ---- | ---- | ---- |
| 256  | 248  | 232  | 267  | 230  | 174  | 129  | 90   | 91   |

| 1975 | 1982 | 1990 | 1999 | 2006 | 2008 | 2013 | 2018 | 2022 |
| ---- | ---- | ---- | ---- | ---- | ---- | ---- | ---- | ---- |
| 94   | 106  | 87   | 68   | 65   | 65   | 63   | 70   | 70   |

### Manifestations culturelles et festivités
La fête de la commune a lieu le 19 mars. Par ailleurs, le 8 mai, pour fêter Saint Michel, une fête patronale est organisée aux abords de la chapelle.

## Économie
Le village ne comporte aucun commerce proche. L'élevage de bovins est la principale activité visible le long des routes avec quelques chèvres qui traversent également la commune. Quelques bûcherons exploitent encore du bois. Un vignoble est aussi présent sur la commune, le domaine pasqua.

## Culture locale et patrimoine

### Lieux et monuments
L'abbaye de Casevecchie une des premières abbayes de Corse implantée par Grégoire-le-Grand au VIe siècle n'a jamais été retrouvée. Selon l'archéologue Geneviève Moracchini-Mazel, la chapelle San Michele aurait été bâtie à partir des pierres de l'abbaye aujourd'hui disparue[réf. souhaitée].
Le village disposait de plusieurs fours à pain privés mis en commun par certaines familles. Ces fours sont actuellement en ruines ou détruits. Il existait également un pressoir à huile éloigné du village dans la grange de Cioccio[réf. souhaitée].

### Chasse
Le village accueille de nombreux chasseurs durant toute la saison qui s'étend du mois d’août au début février environ.

### Personnalités liées à la commune
Charles Pasqua, né le 18 avril 1927 à Grasse (Alpes-Maritimes), est un homme politique français. Son grand-père paternel était berger à Casevecchie. Durant la première cohabitation, le 14 juin 1987, Charles Pasqua se rend en visite officielle en Corse comme ministre de l'Intérieur et revient en premier lieu dans le village de ses ancêtres. Il revient à nouveau dans le village en septembre 1993 pour inaugurer la nouvelle mairie sous la deuxième cohabitation.